# 단양군의 향토유적
단양군의 향토유적은 다음 각호의 1에 해당하는 것을 말한다.
1. 「문화재보호법」, 「충청북도문화재보호조례」에 의하여 문화재 및 전통건조물로 지정되지 아니한 것으로 향토의 역사상 또는 예술상 가치가 큰 것과 이에 준하는 고고자료
2. 향후 문화재로서 보존가치가 있는 것으로 기대되는 유적, 유물
3. 향토문화, 토속, 풍속을 연구하는데 필요한 자료 및 전래 경승지

## 참고 문헌
- 단양군 홈페이지 - 고시/공고